# Conioscinella curvinervis
Conioscinella curvinervis är en tvåvingeart som först beskrevs av Oswald Duda 1930.  Conioscinella curvinervis ingår i släktet Conioscinella och familjen fritflugor. Inga underarter finns listade i Catalogue of Life.